# EMT Luna X-2000
Luna X 2000 — немецкий разведывательный БПЛА.
Предназначен для разведки целей, телевизионной разведки площадных целей и отдельных маршрутов, корректировки огня. Находится на вооружении Бундесвера с марта 2000 года.

## Описание

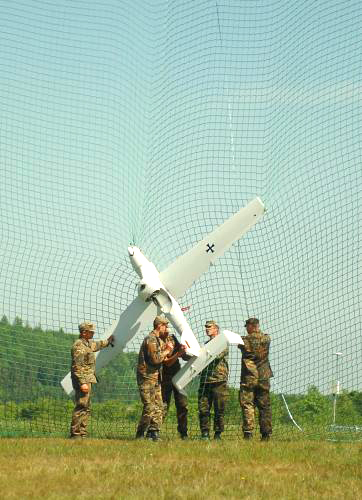

Дрон оснащен инфракрасной и телевизионной камерами. Программное обеспечение комплекса управления БПЛА позволяет автоматически распознавать тип целей.
Запускается с помощью катапульты , приземление происходит с помощью специального парашюта или в натянутую сеть.

## ЛТХ[1][2]
- Размах крыла 4,17 м
- Вес < 40 кг
- Крейсерская скорость 70 км / ч
- Время полёта 6 ч
- Практический потолок: 3500 м Высота НУМ

## Эксплуатация и боевое применение
- Германия - принят на вооружение, используется немецким контингентом ISAF в Афганистане. Потеряно по меньшей мере два аппарата:
  - 24 сентября 2009 - над Кабулом беспилотный летательный аппарат "Luna" немецкого контингента ISAF оказался в 50 метрах от заходившего на посадку авиалайнера Airbus A300 афганской авиакомпании "Ariana", попал в воздушные потоки и разбился, поскольку управление аппаратом было утрачено.
  - в конце июля 2010 года в провинции Кундуз по техническим причинам разбился беспилотный летательный аппарат "Luna"[3]

## Операторы
Германия: 87 единиц по состоянию на 2022 год
Украина:Ожидается поставка одного комплекса БПЛА

## Галерея

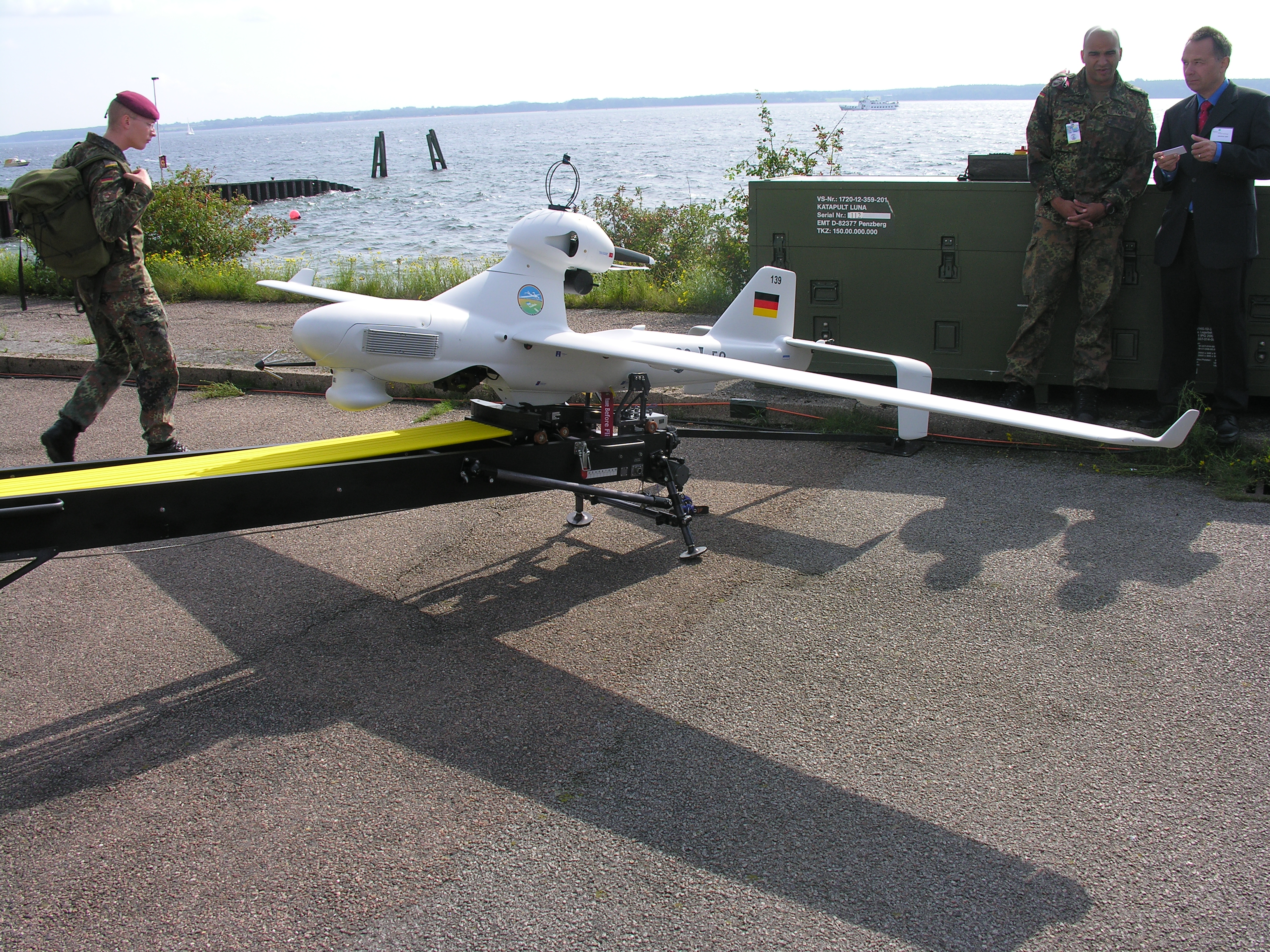
БПЛА Луна на выставке TechDemo'08[1], 2008
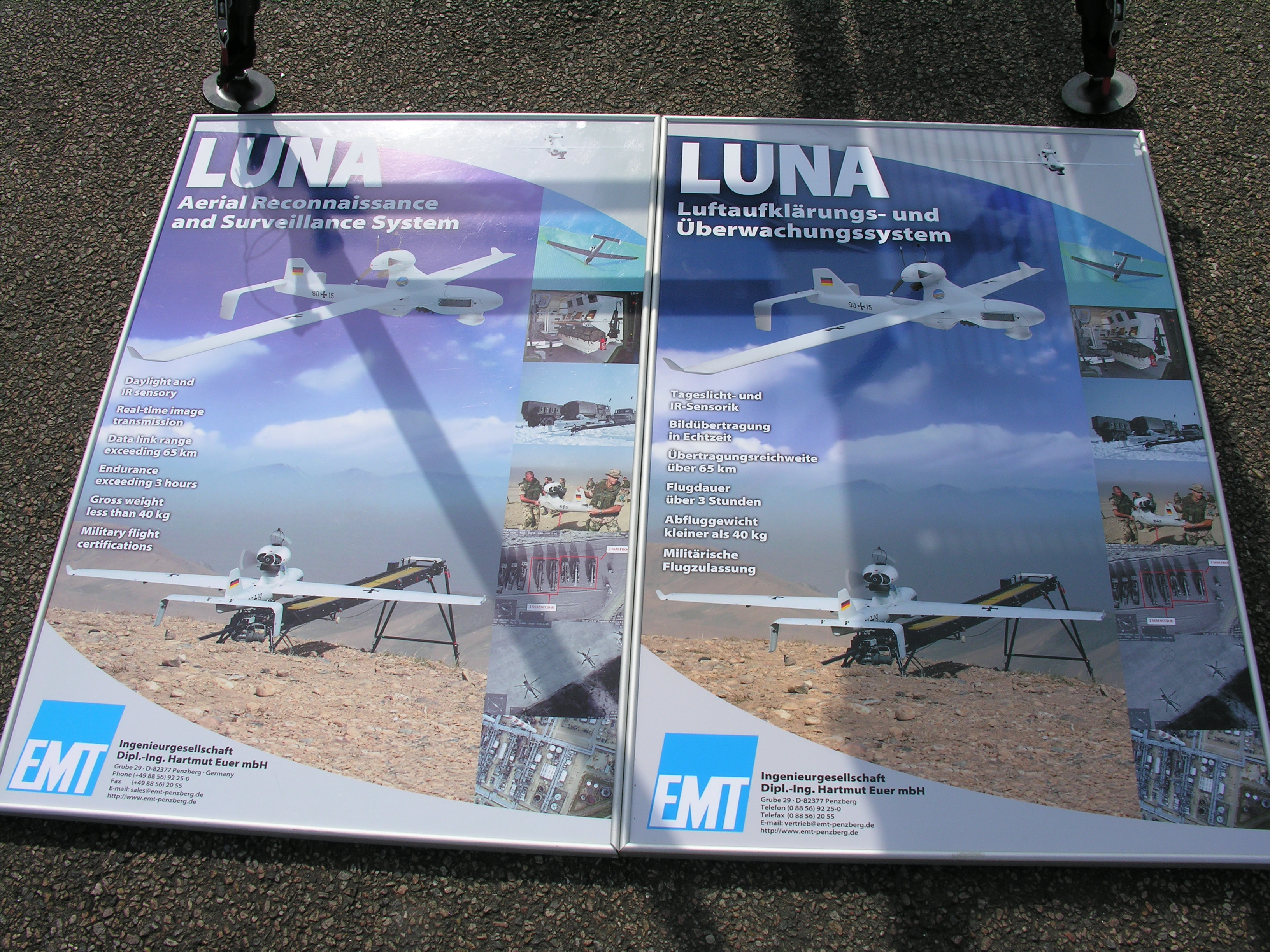
Характеристики БПЛА Луна на выставке TechDemo'08[1], 2008
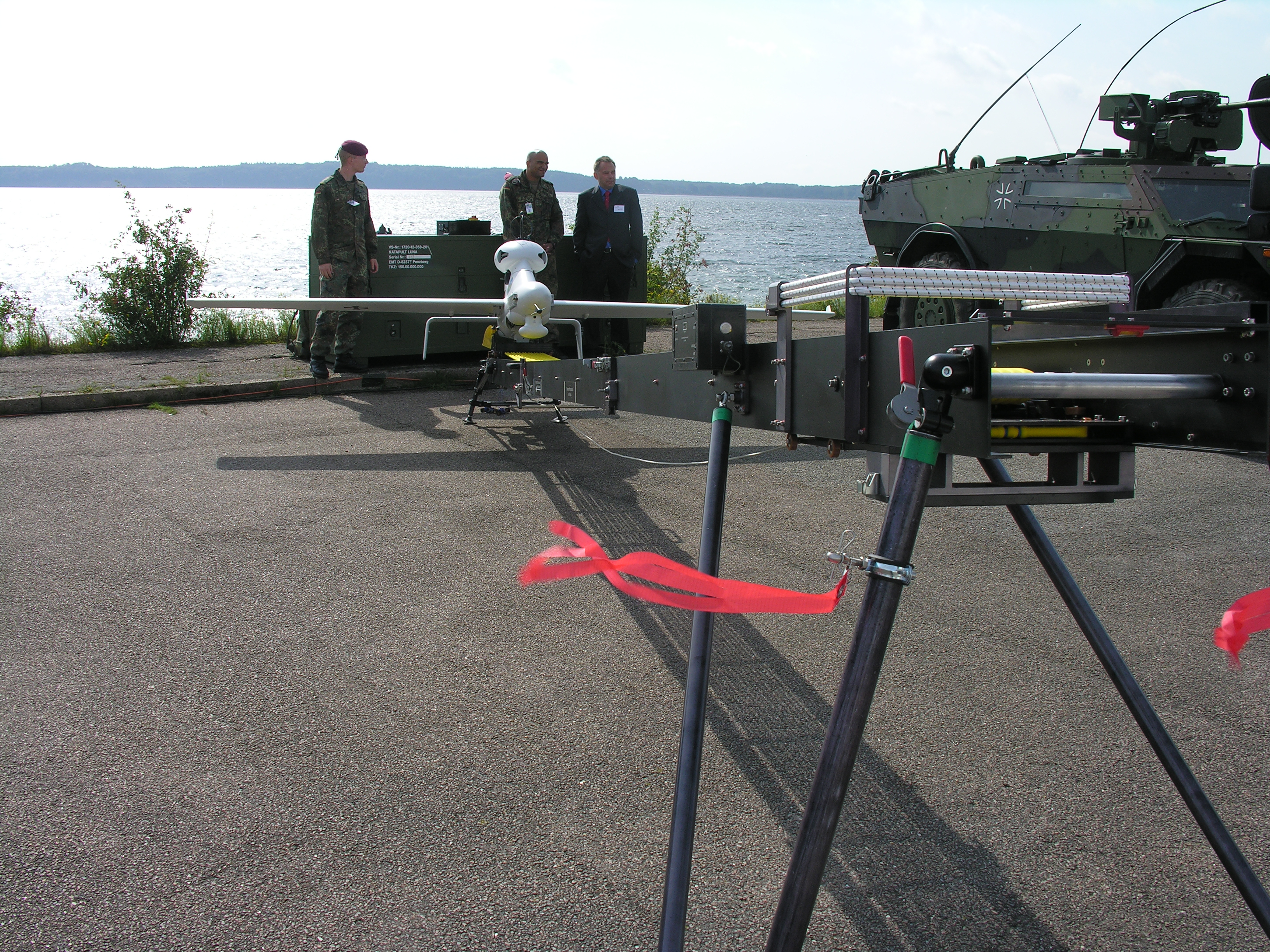
БПЛА Луна на катапульте